# José Clayton
José Ribeiro Menezes Clayton (* 21. März 1974 in São Luís) ist ein ehemaliger tunesischer Fußballspieler brasilianischer Herkunft.
Der 1,84 m große Clayton spielte als linker Verteidiger seit 1995 in Tunesien bei E. S. Sahel und wurde 1997 eingebürgert. Er nahm anschließend mit der tunesischen Nationalmannschaft an der Fußball-Weltmeisterschaft 1998 in Frankreich und später an der Fußball-Weltmeisterschaft 2002 in Japan und Südkorea teil.
Danach absolvierte er das Turnier bei den Olympischen Sommerspielen 2004 in Athen, wo die tunesische Nationalmannschaft nach der ersten Runde ausschied, als Drittplatzierter der Gruppe C hinter dem späteren Turniersieger Argentinien sowie Australien. In die Auswahl für die Weltmeisterschaft 2006 in Deutschland wurde er allerdings nicht berufen. Insgesamt bestritt Clayton bis heute (Juli 2006) 39 A-Länderspiele für Tunesien.
Auf Vereinsebene spielte Clayton außerdem zwischen 1998 und 2001 bei dem französischen Club SC Bastia (43 Spiele – 1 Tor) und danach für den tunesischen Spitzenklub Espérance Tunis.
| Personendaten    | Personendaten                                      |
| ---------------- | -------------------------------------------------- |
| NAME             | Clayton, José                                      |
| ALTERNATIVNAMEN  | Clayton Menezes Ribeiro, José (vollständiger Name) |
| KURZBESCHREIBUNG | tunesischer Fußballspieler                         |
| GEBURTSDATUM     | 21. März 1974                                      |
| GEBURTSORT       | São Luís, Brasilien                                |